# Elezioni generali in Ghana del 1996
Le elezioni generali in Ghana del 1996 si tennero il 7 dicembre per l'elezione del Presidente e il rinnovo del Parlamento.

## Risultati

### Elezioni presidenziali
| Candidati      | Partiti                              | Voti      | %     |
| -------------- | ------------------------------------ | --------- | ----- |
| Jerry Rawlings | Congresso Democratico Nazionale      | 4 099 758 | 57,37 |
| John Kufuor    | Nuovo Partito Patriottico            | 2 834 878 | 39,67 |
| Edward Mahama  | Partito della Convenzione del Popolo | 211 136   | 2,95  |
| Totale         | Totale                               | 7 145 772 | 100   |

### Elezioni parlamentari
| Liste                                | Voti      | %     | Seggi |
| ------------------------------------ | --------- | ----- | ----- |
| Congresso Democratico Nazionale      | 3 679 985 | 52,97 | 133   |
| Nuovo Partito Patriottico            | 2 346 791 | 33,78 | 61    |
| Partito della Convenzione del Popolo | 420 192   | 6,05  | 5     |
| Convenzione Nazionale del Popolo     | 226 643   | 3,26  | 1     |
| Partito della Convenzione Nazionale  | 51 919    | 0,75  | –     |
| Democratic People's Party            | 8 247     | 0,12  | –     |
| Every Ghanaian Living Everywhere     | 6 979     | 0,10  | –     |
| Great Consolidated Popular Party     | 1 485     | 0,02  | –     |
| Indipendenti                         | 205 521   | 2,96  | –     |
| Totale                               | 6 947 762 | 100   | 200   |